# Argyroploce
Argyroploce är ett släkte av fjärilar som beskrevs av Jacob Hübner 1825. Argyroploce ingår i familjen vecklare.

## Bildgalleri

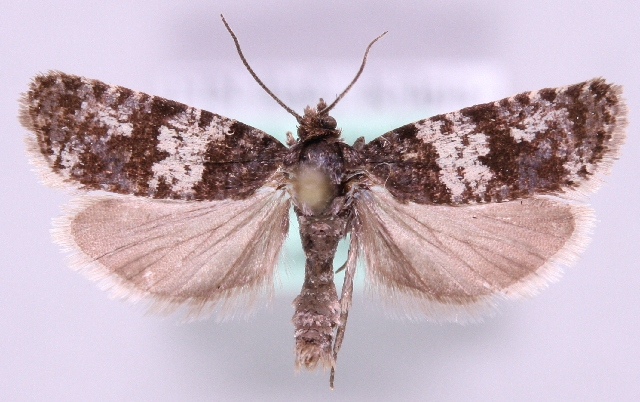
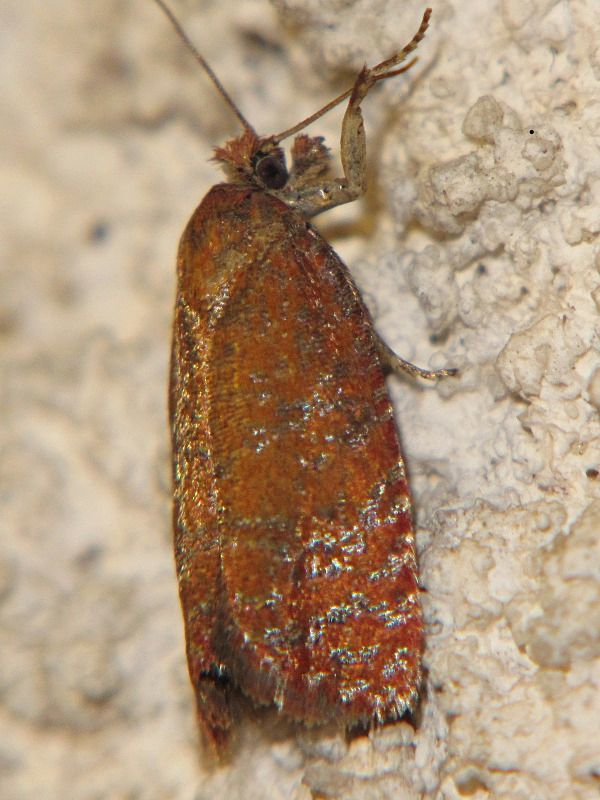

## Dottertaxa tillArgyroploce, i alfabetisk ordning[1][2]
- Argyroploce acroplecta
- Argyroploce aeolantha
- Argyroploce affluens
- Argyroploce albimaculana
- Argyroploce alphestis
- Argyroploce anaclina
- Argyroploce angustifascia
- Argyroploce anthologa
- Argyroploce apicipunctana
- Argyroploce aquilonana
- Argyroploce arbutana
- Argyroploce arbutella
- Argyroploce arenana
- Argyroploce arithmetica
- Argyroploce arsiptera
- Argyroploce asterota
- Argyroploce auchmera
- Argyroploce aviana
- Argyroploce bistrigana
- Argyroploce brevibasana
- Argyroploce camillana
- Argyroploce capreolana
- Argyroploce carceraria
- Argyroploce caryocoma
- Argyroploce caryothicta
- Argyroploce catapittoma
- Argyroploce caucasicana
- Argyroploce caveata
- Argyroploce chasmodes
- Argyroploce chlorosaris
- Argyroploce clavifera
- Argyroploce concretana
- Argyroploce criopis
- Argyroploce cyanostola
- Argyroploce cyphophragma
- Argyroploce dalecarliana
- Argyroploce disertana
- Argyroploce dissimilis
- Argyroploce dissolutana
- Argyroploce distorta
- Argyroploce doubledayana
- Argyroploce dovreana
- Argyroploce doxasticana
- Argyroploce dryocoma
- Argyroploce empyra
- Argyroploce encharacta
- Argyroploce endophaga
- Argyroploce eremodelta
- Argyroploce ernestiana
- Argyroploce erythrana
- Argyroploce erythropa
- Argyroploce euryphaea
- Argyroploce exhilarata
- Argyroploce eximiana
- Argyroploce fluviana
- Argyroploce fulgidana
- Argyroploce fungiferana
- Argyroploce furfurana
- Argyroploce furiosella
- Argyroploce gerda
- Argyroploce gigantana
- Argyroploce glaphyraspis
- Argyroploce globigera
- Argyroploce gonomela
- Argyroploce haworthana
- Argyroploce helveticana
- Argyroploce helvinana
- Argyroploce hepialana
- Argyroploce hormoterma
- Argyroploce hoyosi
- Argyroploce hummeli
- Argyroploce hyperboreana
- Argyroploce immanis
- Argyroploce infirmana
- Argyroploce ingratana
- Argyroploce iniqua
- Argyroploce insellata
- Argyroploce intermissa
- Argyroploce intricata
- Argyroploce kemnerana
- Argyroploce kirinana
- Argyroploce kurdistana
- Argyroploce lasiosoma
- Argyroploce lediana
- Argyroploce lienigiana
- Argyroploce limenosema
- Argyroploce lobotona
- Argyroploce logica
- Argyroploce lucana
- Argyroploce lucivagana
- Argyroploce lugubris
- Argyroploce lupata
- Argyroploce lutipennis
- Argyroploce lutosana
- Argyroploce lychnospila
- Argyroploce mendosana
- Argyroploce metalliferana
- Argyroploce metaplecta
- Argyroploce micana
- Argyroploce micrograpta
- Argyroploce microlychna
- Argyroploce mochlaspis
- Argyroploce monospora
- Argyroploce musochares
- Argyroploce mysterica
- Argyroploce nectarodes
- Argyroploce nephelopsycha
- Argyroploce nephelopyrga
- Argyroploce nephobola
- Argyroploce nimbosa
- Argyroploce niphadastra
- Argyroploce nomaea
- Argyroploce noricana
- Argyroploce nucleata
- Argyroploce ochreoalbana
- Argyroploce olivana
- Argyroploce ophiocosma
- Argyroploce orichlora
- Argyroploce orthacta
- Argyroploce ottomana
- Argyroploce palustrana
- Argyroploce paragraphopis
- Argyroploce pendulata
- Argyroploce percnochlaena
- Argyroploce perspicuana
- Argyroploce pfeifferiana
- Argyroploce phaeosigma
- Argyroploce phoeniodes
- Argyroploce phyllodes
- Argyroploce porpocosma
- Argyroploce praeterminata
- Argyroploce predotai
- Argyroploce prodroma
- Argyroploce propitia
- Argyroploce ptilonota
- Argyroploce puerilana
- Argyroploce purpurana
- Argyroploce pyrolana
- Argyroploce pyrrhopa
- Argyroploce raneniana
- Argyroploce rebellis
- Argyroploce remissana
- Argyroploce retortimacula
- Argyroploce rhopalitis
- Argyroploce rivellana
- Argyroploce rosaceana
- Argyroploce roseomaculana
- Argyroploce rosetana
- Argyroploce rufana
- Argyroploce rurestrana
- Argyroploce sagata
- Argyroploce scabellana
- Argyroploce scambodes
- Argyroploce scansilis
- Argyroploce schaefferana
- Argyroploce schmidtiana
- Argyroploce scitulana
- Argyroploce scolocitis
- Argyroploce scoriana
- Argyroploce sediliata
- Argyroploce sibiriana
- Argyroploce siderea
- Argyroploce sideropetra
- Argyroploce sororiana
- Argyroploce spiraeana
- Argyroploce stibiana
- Argyroploce stillans
- Argyroploce stilpnosticta
- Argyroploce subtusnigra
- Argyroploce symmathetes
- Argyroploce symmictopa
- Argyroploce szmyti
- Argyroploce tenebrosa
- Argyroploce tenerana
- Argyroploce toxosema
- Argyroploce transformis
- Argyroploce trichograpta
- Argyroploce tricolorana
- Argyroploce trifasciana
- Argyroploce trithyra
- Argyroploce turfosana
- Argyroploce umbrosana
- Argyroploce unimacula
- Argyroploce valesiana
- Argyroploce vandarbana
- Argyroploce vermiculata
- Argyroploce westwoodana
- Argyroploce vindemians
- Argyroploce zelantha
- Argyroploce zonastra
- Argyroploce zophophanes